# Escobar '97
Escobar '97 è una canzone, estratta come singolo, del rapper statunitense Nas, prodotta dalla Trackmasters Entertainment e uscita nel 1997, facente parte della colonna sonora Men in Black: The Album. Contiene dei campioni di Move Me No Mountain di Love Unlimited e di Gin and Juice di Snoop Dogg.
Questa canzone è anche etichettata come la morte di Escobar, dove Nas lasciò cadere il suo alter ego di signore della droga Escobar.